# Ронан Рафтері
Ронан Рафтері (англ. Ronan Raftery) — ірландський кіно і телеактор, та актор театру.

## Біографія
Ронан Рафтері народився у Дубліні. Навчався у Королівській академії драматичного мистецтва. Грає у п'єсах на сцені Королівського національного театру у Лондоні та у мюзиклах на Бродвеї.

## Фільмографія
| Рік       |    | Українська назва                 | Оригінальна назва                       | Роль                               |
| --------- | -- | -------------------------------- | --------------------------------------- | ---------------------------------- |
| 2010      | с  | Лікарі                           | Doctors                                 | Карл Лідбеттер (1 епізод)          |
| 2011      | ф  | Перший месник                    | Captain America: The First Avenger      | Армі Геклер                        |
| 2011      | ф  | Смерть супергероя                | Death of a Superhero                    | Джефф                              |
| 2011      | кф |                                  | Deleting Emily                          | Стів                               |
| 2012      | с  | Свіже м'ясо                      | Fresh Meat                              | Ділан Шейлз (4 епізоди)            |
| 2014      | кф |                                  | The Elevator Pitch                      | Зак Клейн                          |
| 2013—2014 | с  | Перетинаючи межу                 | Crossing lines                          | Колін Макконнел (3 епізоди)        |
| 2012—2015 | с  | Місячний хлопчик                 | Moone Boy                               | Деззі Долен                        |
| 2016      | ф  | Облога Жадовіля                  | The Siege of Jadotville                 | Джон Горман                        |
| 2016      | ф  | Фантастичні звірі і де їх шукати | Fantastic Beasts and Where to Find Them | Ленґдон Шоу                        |
| 2017      | кф |                                  | Binary                                  | Френкі                             |
| 2018      | с  | Терор                            | The Terror                              | лейтенант Джон Ірвінг (8 епізодів) |
| 2018      | ф  | Смертні машини                   | Mortal Engines                          | Бевіс Под                          |